# Ciso
Ciso (in greco antico: Κεῖσος?, Keisos) è un personaggio della mitologia greca. Fu un re di Argo.

## Genealogia
Figlio di Temeno, fu padre di Medone, Marone e Flia.

## Mitologia
Così come fecero i suoi fratelli, anche Ciso non condivise la decisione del padre di concedere i suoi affetti a sua sorella Irneto ed a suo marito Deifonte e per questo motivo complottarono contro di loro e Ciso, in qualità di figlio maggiore, prese il potere.
Dopo la sua morte fu succeduto dal figlio Medone.